# Польсько-румунські відносини
Польсько-румунські відносини – двосторонні дипломатичні відносини між Польщею та Румунією. В останні роки урядовці Польщі та Румунії регулярно обмінюються візитами на високому рівні, що відображає взаємний інтерес до двостороннього співробітництва.
Країни є повноправними членами НАТО та Європейського Союзу, а раніше входили до Організації Варшавського договору.

## Історія

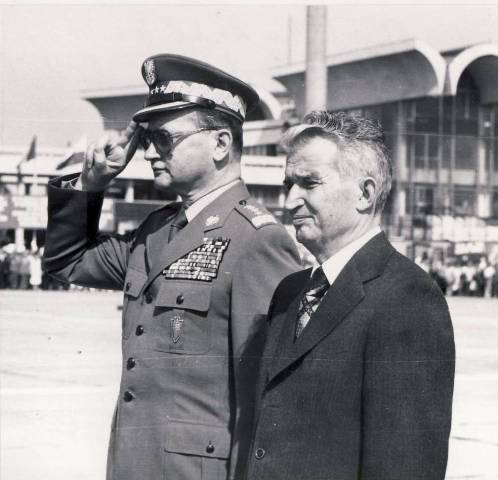
Войцех Ярузельський та Ніколає Чаушеску

Витоки польського впливу в Румунії сягають XIV століття, коли засновано князівство Молдова. Організація торгівлі між Балтійським та Чорним морями допомогла розвивати зв'язки між двома народами. У цю епоху Молдова була васалом спочатку Королівства Польського, а потім Речі Посполитої.
Починаючи з 1921, у міжвоєнний період підписано кілька договорів між Польською Республікою та Румунським королівством, що привело до формування Польсько-румунського союзу. Підписання договорів лягло в основу добрих міжнародних відносин між двома країнами, які тривали до початку Другої світової війни в 1939.
Після того, як рух Санація прийшов до влади в Польщі внаслідок Травневого перевороту, Польща та Румунія підписали Договір про гарантії 15 січня 1931. Чутки в Польщі про те, що Юзеф Пілсудський розглядає кандидатуру принца Миколи, колишнього регента Румунії, на вакантне місце на польському троні, були підтримані консервативними політиками: як приклад, Януш Радзивілл у жовтні того ж року. Під час візиту польського керівництва до Румунії того ж місяця Януш Радзивілл виступав у Сенаті Польщі з пропозицією про відродження монархії. Здислав Любомирський витлумачив це як результат «вказівки, що виходить від [Пілсудського]». У 1932 прем'єр-міністр Румунії Ніколає Йорга поінформований послом у Варшаві Григоре Більчуреску, що консервативні групи розглядають можливість особистої унії з Каролем II як королем обох країн.
Після Польської кампанії вермахту, яка стала початком Другої світової війни, до 120 000 польських військ відступили через Румунський плацдарм до нейтральних Румунії та Угорщини. Більшість цих військ приєдналася до сформованих Польських збройних сил у країнах Франції та Великобританії у 1939 і 1940. Завдяки їхньому відступу до Румунії польська армія стала однією з найбільших у лавах союзників до вступу у війну Сполучених Штатів Америки та нападу гітлерівської Німеччини на Радянський Союз (операція «Барбаросса»).

## Торгівля
У 2016 обсяг товарообігу між країнами досяг рекордного значення в 4,86 мільярда євро, згідно з даними статистики міністерства економічного розвитку Польщі.
Форум жінок-лідерів 2020 (WLF) пройшов у Варшаві 4-5 березня з метою зміцнення двостороннього співробітництва між Польщею та Румунією, наголошуючи на значній ролі жінок у політиці, економіці та освіті. Захід, організований посольством Румунії в Польщі, Польсько-румунською двосторонньою торговельно-промисловою палатою та Румунським інститутом культури, проходив під почесним патронатом титулярної королеви Румунії Маргарити, яка прибула на запрошення посольства Румунії у Варшаві на захід разом зі своїм чоловіком Раду.

## Польська діаспора у Румунії
Поляки в Румунії утворюють офіційно визнану національну меншину, яка має одне місце в Палаті депутатів Румунії (зараз зайняте Союзом поляків Румунії). Поляки в Румунії мають доступ до початкових шкіл польською мовою та культурних центрів, які називаються «польськими домами».

## Дипломатичні місії
- Польща має посольство у Бухаресті[8].
- Румунія містить посольство у Варшаві[9].